# Four Element Composition
Four Element Composition és un guaix sobre paper de Mainie Jellett de 1930.

## Descripció
El guaixmesura 28 × 21,5 centímetres. Es troba a la col·lecció del Museu Irlandès d'Art Modern de Dublín.
Four Elements suggereix una influència dels quatre evangelistes del Llibre de Kells. Jellett va combinar manuscrits il·luminats celtes i el cubisme.